# Francesco Vecchiacchi
Francesco Vecchiacchi (Filicaia, 9 ottobre 1902 – Milano, 20 settembre 1955) è stato un fisico e ingegnere italiano.

## Biografia
Nato a Filicaia, frazione di Camporgiano, in provincia di Lucca, nel 1902, si laureò in fisica matematica all'Università di Pisa nel 1925 con 110 e lode. In seguito, divenne assistente del fisico Luigi Puccianti. Nel periodo universitario, influenzato dallo zio materno ingegner Muzio Pellegrineschi, si appassionò alla radiotecnica, e durante le vacanze estive costruì da solo una radio ricevente.
Nel 1927, Vecchiacchi si trasferì a Livorno dove ottenne il diploma all'Istituto Elettrotecnico e delle Comunicazioni della Marina presso l'Accademia Navale, fondato dallo scienziato Giancarlo Vallauri, e dove dal 1928 insegnò misure elettriche. Nel 1930 ottenne la libera docenza in radiocomunicazioni dalla commissione giudicatrice del Ministero dell'educazione nazionale, formata dallo stesso Vallauri, e dai fisici Quirino Majorana e Giuseppe Vanni. A causa di problemi economici, nel 1932, dovette lasciare l'istituto livornese di cui aveva assunto anche la direzione, ed emigrò a Milano, dove fu assunto dalla Magneti Marelli che gli affidò la direzione del laboratorio radio dello stabilimento di Sesto San Giovanni. Detto laboratorio, iniziò la costruzione della prima campata del ponte radio a onde corte Milano-Monte Cimone nell'Appennino tosco-emiliano.
Nel 1937, divenne docente al Politecnico di Milano, dove diede vita al primo corso di Comunicazioni elettriche e Radiotecnica. Vecchiacchi, in qualità di ideatore e direttore dei lavori per le stazioni radio, era contemporaneamente impegnato nella progettazione ed esecuzione della prima stazione trasmittente televisiva della Magneti Marelli, costruita e installata alla Torre al Parco di Milano durante la Fiera Campionaria del 1939. Nello stesso periodo, realizzò il secondo ponte radio che collegava Milano con Roma.
A partire dalla fine della Seconda guerra mondiale, il laboratorio Marelli diretto da Vecchiacchi condusse ricerche e sviluppi di avanguardia nel campo dei ponti radio a microonde a grande capacità. Nel 1952, Vecchiacchi realizzò il ponte radiotelevisivo sperimentale Torino-Milano primo collegamento a larga banda in Italia per le trasmissioni RAI. Poco tempo dopo, il fisico toscano iniziò i lavori per realizzare il ponte radio Milano-Palermo in grado di portare il programma televisivo ripreso in qualsiasi punto della penisola a tutti i trasmettitori nazionali e alla rete europea.
Nel 1953, l'Università di Pisa gli conferì la laurea honoris causa in ingegneria industriale. Ammalatosi di tumore, dovette interrompere la sua attività, e la malattia lo condusse alla morte, che lo colse a Milano il 20 settembre 1955, all'età di 52 anni.